# Mato Mlađenović
Mato Mlađenović (Sisak, Hrvatska, 8. siječnja 1978.) hrvatski je profesionalni hokejaš na ledu. Igra na poziciji desnog krila.

## Karijera

### KHL Medveščak
Mlađenović je karijeru započeo 1995. godine u KHL Medveščak. Prve službene minute upisao je u Interligi u sezoni 2000./01. Do sezone 2009./10. za klub je odigrao preko 200 utakmica te ujedno postao najveći miljenik navijača. U sezoni 2009./10. odigrao je tek dvije utakmice u EBEL-u nakon čega ga ozljeda ramena odvaja od momčadi. S obzirom na činjenicu da se neće oporaviti do kraja sezone, 23. studenog 2009. godine vodstvo kluba prebacuje ga u KHL Medveščak II, zajedno s također ozlijeđenim Lukom Žagarom kako bi se oslobodilo mjesto za pridošlog kanadskog napadača Jeffa Heeremu.

## Statistika karijere
Bilješka: OU = odigrane utakmice, G = gol, A = asistencija, Bod = bodovi, +/- = plus/minus, KM = kaznene minute, GV = gol s igračem više, GM = gol s igračem manje, GO = gol odluke
| 2009./10. | KHL Medveščak | EBEL | 2 | 0 | 0 | 0 | 0 | 2 | 0 | 0 | 0 |  |  |  |  |  |  |  |  |  |

## Vanjske poveznice
- Profil na Eurohockey.net